# 3856 Луцький
3856 Луцький (3856 Lutskij) — астероїд головного поясу, відкритий 26 серпня 1976 року.
Тіссеранів параметр щодо Юпітера — 3,292.